# I Don't Want to Live Without You
I Don't Want to Live Without You is een nummer van de Brits-Amerikaanse rockband Foreigner. Het is de derde single van hun zesde studioalbum Inside Information uit 1987. Op 7 maart 1988 werd het nummer op single uitgebracht.
De plaat is een rustige ballad, die gaat over een jongen die smoorverliefd is op zijn meisje en niet zonder haar wil leven en werd een hit in een aantal landen. 
De plaat flopte in het thuisland van de helft van de bandleden;  het Verenigd Koninkrijk met een 91e positie in de UK Singles Chart. In de Verenigde Staten deed de plaat het wel weer goed met een 5e positie in de Billboard Hot 100. In Canada werd de 18e positie bereikt, in Australië de 21e en in Nieuw-Zeeland de 24e positie.
In Nederland was de plaat op vrijdag 20 mei 1988 Veronica Alarmschijf op Radio 3 en werd een radiohit in de destijds twee hitlijsten op de nationale popzender. De plaat bereikte de 19e positie in de Nederlandse Top 40 en de 16e positie in de Nationale Hitparade Top 100.
In België bereikte de plaat de 16e positie in de Vlaamse Radio 2 Top 30 en de 24e positie in de Vlaamse Ultratop 50. Met deze plaat was het de laatste keer dat Foreigner in de Nederlandse en Vlaamse hitlijsten stond genoteerd.